# Ятрань
Я́трань — річка в Україні, в межах Уманського району Черкаської області та Голованівського і Новоархангельського районів Кіровоградської області. Права притока річки Синюхи (басейн Південного Бугу).

## Етимологія
Походження назви річки достеменно не з'ясоване. Її виводять з фракійського «швидкий» зі слов'янським суфіксом -ань(-ан).

## Опис
Довжина Ятрані 104 км. Площа водозбірного басейну 2170 км². Похил річки 1,3 м/км. Річкова долина трапецієподібна, асиметрична. У верхній частині творить яр, у середній течії долина поширюється. Заплава завширшки до 800—1000 м, вкрита лучною рослинністю. Є виходи скельних порід. Річище дуже звивисте, на окремих ділянках кам'янисте, його пересічна ширина 15—20 м. Споруджено ставки і невеликі водосховища. Використовується для водопостачання і зрошування, на потреби гідроенергетики, комплексне використання, рибництво. 

## Розташування
Ятрань бере початок на північній околиці села Томашівки, що на південний захід від міста Умані. Тече територією Придніпровської височини і сусідній частині Причорноморської низовини. Спочатку річка тече на південь і південний схід, далі досить різко повертає на північний схід і північ, згодом під прямим кутом повертає на схід, а згодом на південний схід і південь. У пониззі тече переважно на схід. Впадає до Синюхи між селами Ятрань і Тернівка. 

## Притоки

### Ліві
Журбинці, Уманка, Ревуха, Небелівка, Ропотуха;

### Праві
Текуча,  Медвежа, Циганка, Цюрупа, Троянка, .
- Річка без назви, протікає через село Семидуби і впадає у Ятрань поблизу села Полонисте[3].

## Цікаві факти
- У басейні Ятрані розташований дендропарк «Софіївка».
- Про те, що річка Ятрань має дуже звивисте русло, а її береги і дно місцями кам'янисте, йдеться у відомому українському романсі, де є такі слова: «Там, де Ятрань круто в'ється, З-під каміння б'є вода...». Завдяки цьому романсу невелика річка Ятрань є відомою далеко за околиці, в якій протікає.
- На честь річки було названо радянську друкарську машинку «Ятрань», яка масово виготовлялася в Кропивницькому від 1975 року.

## Перекази та легенди
Окремою частиною історико-географічного опису села Рогова є легенда про походження річки Ятрань:[джерело?]
|  | У сиву давнину народ Уманщини потерпав від спеки. Не було урожаю, все посохло, тому що не було дощів. Людям загрожувала смерть від голоду і спраги. Боролися за життя наші предки, як могли: копали криниці, але вода пішла далеко під землю. Спробували в іншому місці, але на шляху траплялося лише каміння. Люди втратили надію на порятунок. В одному селі жила молода, казкової вроди дівчина Ятрань. Висока, струнка, як молода берізка, золотиста коса, як промінчики весняного сонечка, очі такі блакитні, як небо в погожу днину. А душа! Душа в неї була чиста, як прозорий струмочок, серденько було чуйне до чужого горя. Ятрань розуміла, що її село загине без води, вона відійшла від громади і пішла за село. Дівчина впала навколішки і почала благати: «Господи! Не дай загинути цим людям. Забери життя в мене — хай вони врятуються!» З очей красуні полилися сльози: кап-кап, кап-кап... Раптом хтось з людей закричав: «Диво!» Так, це було диво: за селом з'явилась широка, повноводна річка. Вода була чиста, як в прозорому струмочку і мала відтінок блакитного неба в погожу днину... Їх радості не було меж. Аж пізно ввечері згадали про дівчину-красуню. Шукали її всім селом, але знайшли тільки стрічку з її коси. І зрозуміли люди, що річка і є їхня красуня, яка пожертвувала собою заради них, по краплині сліз вилившись у річку. |